# Route nationale 71 (France)
Pour les articles homonymes, voir Route nationale 71.
La route nationale 71, ou RN 71, était une route nationale française  reliant Troyes à  Dijon. La route suit la vallée de la Seine. À la suite du décret du 5 décembre 2005 sur le transfert des routes nationales aux départements, elle est renommée en RD 671 dans l'Aube et en RD 971 en Côte-d'Or.
Voir le tracé de la RN71 sur GoogleMaps

## De Troyes à Dijon

### De Troyes à Bar-sur-Seine
- Troyes (km 0)
- Saint-Julien-les-Villas (km 3)
- Bréviandes (km 4)
- Buchères (km 7)
- Clérey-Sud (km 13)
- Saint-Parres-lès-Vaudes (km 18)
- Fouchères (km 22)
- Virey-sous-Bar (km 26)
- Bar-sur-Seine (km 31)

### De Bar-sur-Seine à Châtillon-sur-Seine
- Bar-sur-Seine (km 31)
- Bellevue, commune de Polisot (km 36)
- Buxeuil (km 38)
- Neuville-sur-Seine (km 41)
- Gyé-sur-Seine (km 43)
- Courteron (km 44)
- Plaines-Saint-Lange (km 49)
- Mussy-sur-Seine (km 52)
- Charrey-sur-Seine (km 56)
- Villers-Patras (km 59)
- Montliot-et-Courcelles (km 63)
- Châtillon-sur-Seine (km 67)

### De Châtillon-sur-Seine à Saint-Seine-l'Abbaye
- Châtillon-sur-Seine (km 67)
- Buncey (km 72)
- Chamesson (km 76)
- Nod-sur-Seine (km 80)
- Aisey-sur-Seine (km 82)
- Saint-Marc-sur-Seine (km 88)
- Ampilly-le-Haut (km 97)
- Laperrière (km 104)
- Chanceaux (km 112)
- passage près de la source de la Seine entre Source-Seine et Poncey-sur-l'Ignon (km 115)
- Champagny (km 120)
- Saint-Seine-l'Abbaye (km 124)

### De Saint-Seine-l'Abbaye à Dijon
- Saint-Seine-l'Abbaye (km 124)
- Cestres, commune de Saint-Martin-du-Mont (km 125)
- La Casquette, commune de Saint-Martin-du-Mont (km 126)
- Val-Suzon (km 134)
- Darois (km 139)
- Daix (km 145)
- Talant (km 147)
- Dijon (km 149)